# Theater ensemble Würzburg
Das Theater Ensemble Würzburg ist ein Freies Theater in Würzburg mit insgesamt drei Spielstätten. Es wird von der Stadt Würzburg gefördert und hat sich in den Jahren seines Bestehens als Plattform für Neu- und Quereinsteiger in Würzburgs freier Theaterszene entwickelt.
Das Theater Ensemble Würzburg wurde am 31. Januar 1992 von Norbert Bertheau auf dem Gelände der ehemaligen Brauerei „Würzburger Bürgerbräu“ eröffnet.
Im ganzjährigen Spielplan werden hauptsächlich Eigenproduktionen angeboten: Gegenwartsstücke, experimentelle Inszenierungen, klassische Dramatik, Lesungen, szenische Textbearbeitungen, Musikveranstaltungen sowie Aufführungen Open Air auf der SOMMERBÜHNE BÜRGERBRÄU, gelegen im Brauereigarten-Areal hinter dem Theater. In den Sommermonaten von 1997 bis 2017 bespielte das Theater Ensemble den Innenhof des Würzburger Rathauses, den so genannten EFEUHOF”.